# A-niet-B-fout
De A-niet-B-fout is een onvolledig of afwezig schema van objectpermanentie, normaal waargenomen tijdens de sensomotorische fase van Jean Piagets Theory of Cognitive Development.
Een typische A-niet-B-taak gaat als volgt: een onderzoeker verbergt een aantrekkelijk speeltje onder doos "A" binnen het bereik van de baby. De baby zoekt naar het speelgoed, kijkt onder vak "A" en vindt het speelgoed. Deze activiteit wordt meestal meerdere keren herhaald (altijd waarbij de onderzoeker het speelgoed verbergt onder vak "A"), wat betekent dat de baby de objectbestendigheidstest kan doorstaan. Vervolgens verplaatst de onderzoeker in de kritische proef het speelgoed onder doos "B", ook binnen handbereik van de baby. Baby's van 10 maanden of jonger maken meestal de doorzettingsfout, wat betekent dat ze onder vak "A" kijken, hoewel ze de onderzoeker het speelgoed onder vak "B" hebben zien verplaatsen en vak "B" net zo gemakkelijk te bereiken is.
Piaget noemde dit fenomeen A-niet-B-fout. Van objectpermanentie, laat zien dat de kennis van het kind over het bestaan van het object op dit moment nog steeds afhangt van de acties die het met het object uitvoert. Kinderen van 12 maanden of ouder (in de preoperationele fase van Piagets theorie van cognitieve ontwikkeling) maken deze fout doorgaans niet.